# Communauté de communes des Trois Rivières (Eure-et-Loir)
Pour les articles homonymes, voir Communauté de communes des Trois Rivières.
La communauté de communes des Trois Rivières est une ancienne communauté de communes française, située dans le département d'Eure-et-Loir et la région Centre-Val de Loire.
Le nom de cette communauté de communes fait référence aux trois rivières qui la traversent : le Loir et ses deux affluents l'Aigre (rive gauche) et l'Yerre (rive droite).

## Historique
- 13 décembre 2001 : création de la communauté de communes
- 31 décembre 2016 : fusion de la communauté de communes avec deux autres pour former la communauté de communes du Grand Châteaudun

## Composition
Elle était composée des communes suivantes, toutes de l'ancien canton de Cloyes-sur-le-Loir :
| Nom                        | Code Insee | Gentilé           | Superficie (km2) | Population (dernière pop. légale) | Densité (hab./km2) |
| -------------------------- | ---------- | ----------------- | ---------------- | --------------------------------- | ------------------ |
| Cloyes-sur-le-Loir (siège) | 28103      | Cloysiens         | 19,85            | 2 833 (2014)                      | 143                |
| Arrou (Eure-et-Loir)       | 28012      | Arroutains        | 64,98            | 1 598 (2014)                      | 25                 |
| Autheuil                   | 28017      | Autoliens         | 16,07            | 197 (2014)                        | 12                 |
| Boisgasson                 | 28044      | Boisgassonnais    | 7,50             | 112 (2014)                        | 15                 |
| Charray                    | 28083      | Charréens         | 10,98            | 110 (2014)                        | 10                 |
| Châtillon-en-Dunois        | 28093      | Châtillonnais     | 37,19            | 833 (2014)                        | 22                 |
| Courtalain                 | 28115      | Courtalinois      | 2,47             | 621 (2014)                        | 251                |
| Douy                       | 28133      | Douysiens         | 6,84             | 563 (2014)                        | 82                 |
| La Ferté-Villeneuil        | 28150      | Fertois           | 8,41             | 368 (2014)                        | 44                 |
| Langey                     | 28204      | Langéens          | 19,48            | 352 (2014)                        | 18                 |
| Le Mée                     | 28241      | Mésiens           | 19,11            | 264 (2014)                        | 14                 |
| Montigny-le-Gannelon       | 28262      | Montrongnons      | 8,95             | 477 (2014)                        | 53                 |
| Romilly-sur-Aigre          | 28318      | Romillons         | 12,14            | 475 (2014)                        | 39                 |
| Saint-Hilaire-sur-Yerre    | 28340      |                   | 16,84            | 541 (2014)                        | 32                 |
| Saint-Pellerin             | 28356      | Saint-Pellerinais | 13,68            | 345 (2014)                        | 25                 |

## Démographie
| 2005  | 2012  | 2013  | 2014  |
| ----- | ----- | ----- | ----- |
| 9 459 | 9 693 | 9 658 | 9 689 |

## Compétences
- Aménagement de l'espace
  - Constitution de réserves foncières (à titre obligatoire)
  - Schéma de cohérence territoriale (SCOT) (à titre obligatoire)
- Autres
  - Transports scolaires de l'enseignement secondaire (à titre facultatif)
  - Fournitures scolaires (à titre facultatif)
  - Remboursement emprunts contractés avant 1986 (à titre facultatif)
  - Soutien aux activités pédagogiques et sportives du collège (à titre facultatif)
  - À titre marginal et dans le cadre de ses compétences ou d'un mandat, toutes études, missions ou prestations de service pour le compte d'une ou  plusieurs communes (à titre facultatif)
- Développement et aménagement économique
  - Action de développement économique (Soutien des activités industrielles, commerciales ou de l'emploi, soutien des activités agricoles et forestières...) (à titre obligatoire)
  - Création, aménagement, entretien et gestion de zone d'activités industrielle, commerciale, tertiaire, artisanale ou touristique (à titre obligatoire)
- Développement et aménagement social et culturel
  - Activités culturelles ou socioculturelles (à titre facultatif)
  - Activités sportives (à titre facultatif)
  - Construction ou aménagement, entretien, gestion d'équipements ou d'établissements culturels, socioculturels, socioéducatifs, sportifs (à titre optionnel)
  - Établissements scolaires (à titre optionnel)
- Énergie
  - Eau (Traitement, adduction, distribution) (à titre facultatif)
  - Hydraulique (à titre facultatif)
- Environnement
  - Assainissements collectif et non collectif (à titre facultatif)
  - Collecte et traitement des déchets des ménages et déchets assimilés (à titre optionnel)
  - Politique du cadre de vie (à titre optionnel)
  - Protection et mise en valeur de l'environnement (à titre optionnel)
- Logement et habitat - Programme local de l'habitat (à titre facultatif)
- Sanitaires et social - Action sociale (à titre facultatif)
- Voirie - Création, aménagement, entretien de la voirie (à titre optionnel)